# Le Journal d'Édith (roman)
Le Journal d'Édith (Edith's Diary) est un roman à suspense psychologique de Patricia Highsmith et est le dix-septième de ses vingt-deux romans. Il a été publié en 1977 au Royaume-Uni par Heinemann.
Un critique l'a décrit comme « une dissection implacable d'une vie non exceptionnelle qui s'épuise par manque d'amour et de bonheur ».

## Composition
Highsmith a reproduit la dislocation qu'elle avait utilisée dans Le Cri du hibou (The Cry of the Owl) des années plus tôt, déplaçant ses personnages de New York vers une petite ville de Pennsylvanie. Elle a également reproduit sa propre écriture de journal obsessionnelle dans le personnage principal. La dédicace se lit simplement « À Marion », c'est ainsi que son amante française pour une période, Marion Aboudaram, a demandé à être mentionnée.
Knopf a rejeté le manuscrit en 1976. Il a apparemment rencontré des problèmes en raison de son incapacité à s'intégrer dans les genres reconnaissables du crime, du suspense, du mystère ou même de la fiction traditionnelle. Il a été publié l'année suivante, d'abord par Heinemann à Londres, puis par Simon & Schuster à New York.
Comme dans la plupart des romans de Highsmith, il y a un meurtre commis dans celui-ci, bien que son importance pour l'intrigue et les personnages soit négligeable.

## Synopsis
Le roman décrit « l'exil imposé de l'extérieur et de l'intérieur de la femme d'âge moyen rejetée ». L'histoire commence à la fin des années 1950 et se concentre sur Edith Howland, une femme au foyer qui, avec son mari journaliste, Brett, et leur fils de 10 ans, Cliffie, déménage de New York vers une petite ville de Pennsylvanie. Cliffie a manifesté un comportement généralement problématique et antisocial ; lors de la dernière nuit de la famille à New York, il essaie de tuer leur chat de compagnie.
Le roman présente les contrastes de plus en plus saisissants entre la vie qu'Edith relate dans son journal et sa réalité quotidienne. Dans le journal, elle détaille une vie imaginaire dans laquelle elle et Cliffie obtiennent un grand succès et une grande gratification ; les amitiés sont plus faciles à vivre et elle aime les petits-enfants.
En 1965, Brett abandonne Edith pour une femme plus jeune. Elle vit avec un alcoolique et délinquant Cliffie et l'oncle sénile de son mari, George. Même lorsqu'elle se retire dans son journal et refond sa vie personnelle, elle reste toujours consciente des injustices sociales du monde tangible. Ayant toujours été une femme aux opinions politiques libérales, elle entretient notamment une critique acerbe de l'implication américaine au Viêt Nam.
Au fil des années, amis et connaissances deviennent extrêmement préoccupés par le bien-être psychologique d'Edith. Son ex-mari entreprend de la forcer à consulter un psychiatre. Lorsque le médecin de famille d'Edith amène chez elle un ami psychiatre, elle est envahie par la peur et la paranoïa entourant la possibilité que d'autres mettent la main sur son journal. Après s'être précipitée pour le cacher, elle meurt accidentellement. Seul dans la maison, Cliffie réfléchit à ses propres inquiétudes à propos de quelqu'un qui inspecte le journal.

## Réception
Le New Yorker a qualifié ce roman de « son plus fort, son plus imaginatif et de loin le plus substantiel ».
Dans le New York Times, Jane Larkin Crane a écrit : « Edith's Diary prend la forme d'un refroidisseur psychologique à l'ancienne, mais il y a aussi quelque chose de plus fort, le poignant de sa lutte pour ne pas sombrer. Elle est trahie par de tels rêves ordinaires ».
Le Journal d'Edith a été décrit comme « l'un des romans les plus sombres [de Highsmith] », qui « présente un récit de la vie d'une femme qui n'offre aucune possibilité de rédemption et est plutôt décrit comme une descente lente mais incessante dans la folie ».

## Adaptation
Edith's Diary a été adapté dans le film allemand Le Journal d'Édith (Ediths Tagebuch - 1983), réalisé par Hans W. Geißendörfer et avec Angela Winkler dans le rôle d'Edith. Highsmith a qualifié le film d'« épouvantable » et a déclaré : « Rendre le fils amoureux de la mère, c'est beaucoup de conneries œdipiennes ».